# José María Cos y Macho
José María Cos y Macho (ur. 6 sierpnia 1838 w Terán y Solones, zm. 17 grudnia 1919 w Valladolid) – hiszpański duchowny katolicki, arcybiskup Valladolid, kardynał. 

## Życiorys
Święcenia kapłańskie przyjął we wrześniu 1862 roku. Doktorat z teologii uzyskał na Uniwersytecie Salamanka. 10 czerwca 1886 roku otrzymał nominację na biskupa Mondoñedo. Konsekrowany 12 września 1886 roku w katedrze Oviedo przez abp. Victoriano Guisasola y Rodrígueza arcybiskupa Santiago de Compostela. 14 lutego 1889 roku mianowany arcybiskupem metropolitą Santiago de Cuba na Kubie. 11 czerwca 1892 roku został przeniesiony na stolicę biskupią w Madrycie z zachowanie godności arcybiskupa ad personam. 18 kwietnia 1901 roku mianowany metropolitą Valladolid. Ingres do archikatedry w Valladolid odbył 24 kwietnia 1901 roku. Na konsystorzu 27 listopada 1911 roku papież Pius X wyniósł go do godności kardynalskiej z tytułem kardynała prezbitera Santa Maria del Popolo. Brał udział w konklawe 1914, na którym wybrano na papieża Benedykta XV. 4 grudnia 1918 mianowany także administratorem apostolski diecezji Avila. Zmarł 17 grudnia 1919 roku na zapalenie płuc w Valladolid. Pochowano go w archikatedrze metropolitalnej Valladolid.